# Qingyuan, Ji'an
Qingyuan är ett stadsdistrikt i Ji'an i Jiangxi-provinsen i södra Kina.